# Хшипско-Вельке (гмина)
Хшипско-Вельке (пол. Chrzypsko Wielkie) — сельская гмина (волость) в Польше, входит как административная единица в Мендзыхудский повет, Великопольское воеводство. Население — 3284 человека (на 2004 год).

## Соседние гмины
1. Гмина Квильч
2. Гмина Пневы
3. Гмина Серакув
4. Гмина Вронки